# Милат, Айван
Айван Роберт Марко Милат  (в др. транскрипции — Иван, англ. Ivan Robert Marko Milat; 27 декабря 1944, Сидней, Австралия — 27 октября 2019, Малабар, Новый Южный Уэльс, Австралия) — австралийский серийный убийца балканского происхождения, долгое время считавшийся единственным маньяком Австралии.

## Биография
Был осуждён и отбывал наказание в тюрьме в 1970-х гг.

### Серия убийств
Преступления совершал в хорошо знакомом ему регионе в Новом Южном Уэльсе с 1989 по 1992 год, всего убил 7 туристов — 2 мужчин и 5 женщин. 2 жертвы были британцами, 2 — австралийцами, 3 — немцами. Убивал из огнестрельного оружия, нередко сначала связав жертв и используя их затем в качестве мишеней. Некоторые жертвы были зарезаны и как минимум одна — обезглавлена. Также был признан виновным в ограблениях, в том числе без убийства. 

### Расследование
Осуждён в 1996 г. после длительного расследования и поимки. Приговорён к 7 пожизненным заключениям и ещё 18 годам лишения свободы. В деле Милата до сих пор есть не до конца установленные моменты: в частности, его также подозревают в совершении нескольких нераскрытых изнасилований и убийств, но его причастность к ним доказать не удалось. По мнению некоторых участников расследования, у Милата имелся помощник. В пользу данной версии говорят следующие факты: способ убийства жертв сильно различался. Две жертвы были привязаны, а потом застрелены из винтовки со значительного расстояния выстрелом в голову, в то время, как остальные пятеро были убиты множественными ударами ножом и саблей, в некоторых случаях на телах жертв были найдены следы десятков ножевых ранений, нанесённых прижизненно: последнее следствие смогло установить по значительным следам крови на одежде убитых. Криминальные психологи склонны считать, что в первом случае убийца старался не контактировать с жертвами напрямую, возможно, чтобы не испачкаться кровью, во втором имело место намеренное садистское истязание жертв. В пользу наличия у Милата сообщника говорит и тот факт, что почти все жертвы путешествовали парами, что делало бы для одинокого преступника значительную сложность одновременно контролировать двух жертв.

### Годы в тюрьме
Милат много раз пытался добиться пересмотра дела. Для этого он не только писал прошения, но и также глотал бритвенные лезвия, в 2009 году отрезал себе мизинец при помощи пластикового ножа. Палец он попытался отправить в конверте в Верховный суд Австралии. Врачам не удалось пришить его обратно.
В мае 2019 года Милату был поставлен диагноз — рак пищевода. После проведённого лечения состояние серийного убийцы несколько улучшилось, и он был возвращён в тюрьму. Тем не менее уже 9 августа его вновь доставили в больницу в тяжёлом состоянии.
Айван Милат умер в 4:07 утра 27 октября 2019 года в возрасте 74 лет, проведя более 25 лет в заключении за совершённые им преступления.

## В культуре
- Фильм «Волчья яма», «Волчья яма 2» и его телесериала «Волчья яма».
- Австралийская туристическая компания Goulburn Ghost Tours организовала специальный тур по лесу Белангло, в котором Милат прятал тела убитых. Однако под давлением общественности вынуждена была отменить его[6].
- Мини-сериал 2015 г. «Охота на Милата».